# Rio Verde (vattendrag i Brasilien, Paraná, lat -24,25, long -53,60)
Rio Verde är ett vattendrag i Brasilien.   Det ligger i delstaten Paraná, i den södra delen av landet, 1 100 km sydväst om huvudstaden Brasília.
Omgivningen kring  Rio Verde består till största delen av jordbruksmark. Området är ganska glesbefolkat, med 42 invånare per kvadratkilometer.